# Butanoato de pentila
Butanoato de pentila (também conhecido por outros nomes, com butirato no lugar de butanoato, e (n-)pentil(a/o) ou (n-)amil(a/o) no lugar de pentila [carece de fontes?]) é o éster formado pela reação do n-pentanol com o ácido butírico.